# Fonti alternative di energia
Per fonte di energia alternativa si intende una particolare fonte di energia (ovvero un modo di ottenere energia elettrica o meccanica) differente da quella ottenuta con l'utilizzo dei tradizionali combustibili fossili.

## Descrizione

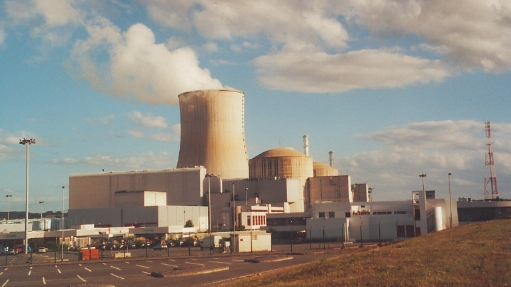
Centrale nucleare di Civaux in Francia

Spesso tale classe di fonti energetiche viene confusa o assimilata a quella delle fonti di energia rinnovabile o anche a quella delle fonti energetiche in grado di permettere uno sviluppo sostenibile, di cui queste rappresentano solo una sottoclasse di quelle alternative. In realtà le fonti di energia alternativa comprendono una classe più ampia di forme di produzione di energia, oltre a quelle rinnovabili, per esempio comprendendo l'energia prodotta tramite centrali nucleari.
Il termine divenne di uso comune negli anni settanta, a valle delle crisi petrolifere del 1973 e 1979, che avevano fatto vedere in maniera chiara le problematiche poste da un mondo dell'energia troppo dipendente dal petrolio e, in generale, dall'approvvigionamento di fonti fossili.
Negli ultimi trent'anni sono state investite nella ricerca in tal senso molte risorse umane ed economiche. Inoltre, ad oggi sta aumentando, da parte di numerosi ricercatori la sensibilità riguardo al futuro energetico dell'umanità, il cosiddetto problema energetico globale. Secondo modelli previsionali la produzione globale di petrolio potrebbe essere prossima o aver superato il picco di produzione mondiale.
Se ciò si rivelasse vero, provocherebbe delle ripercussioni enormi e difficilmente prevedibili sull'economia, lo sviluppo e il sostentamento dell'umanità nei prossimi decenni (in particolare del mondo industrializzato, che maggiormente utilizza queste fonti), in quanto estremamente dipendenti dal petrolio. Una via di risoluzioni di tali problematiche sarebbe quindi l'emancipazione dall'utilizzo del petrolio come fonte energetica, investendo risorse, ricerca e fondi nello sviluppo di fonti alternative di energia, che ricoprono una percentuale pari a circa il 20% della produzione energetica mondiale.
Il punto in cui l'energia elettrica prodotta a partire da fonti di energia alternative (es. energie rinnovabili) ha lo stesso prezzo dell'energia tradizionale prodotta tramite fonti di energia tradizionali cioè le fonti fossili e il nucleare è detto grid parity.

### Tipologie di fonti

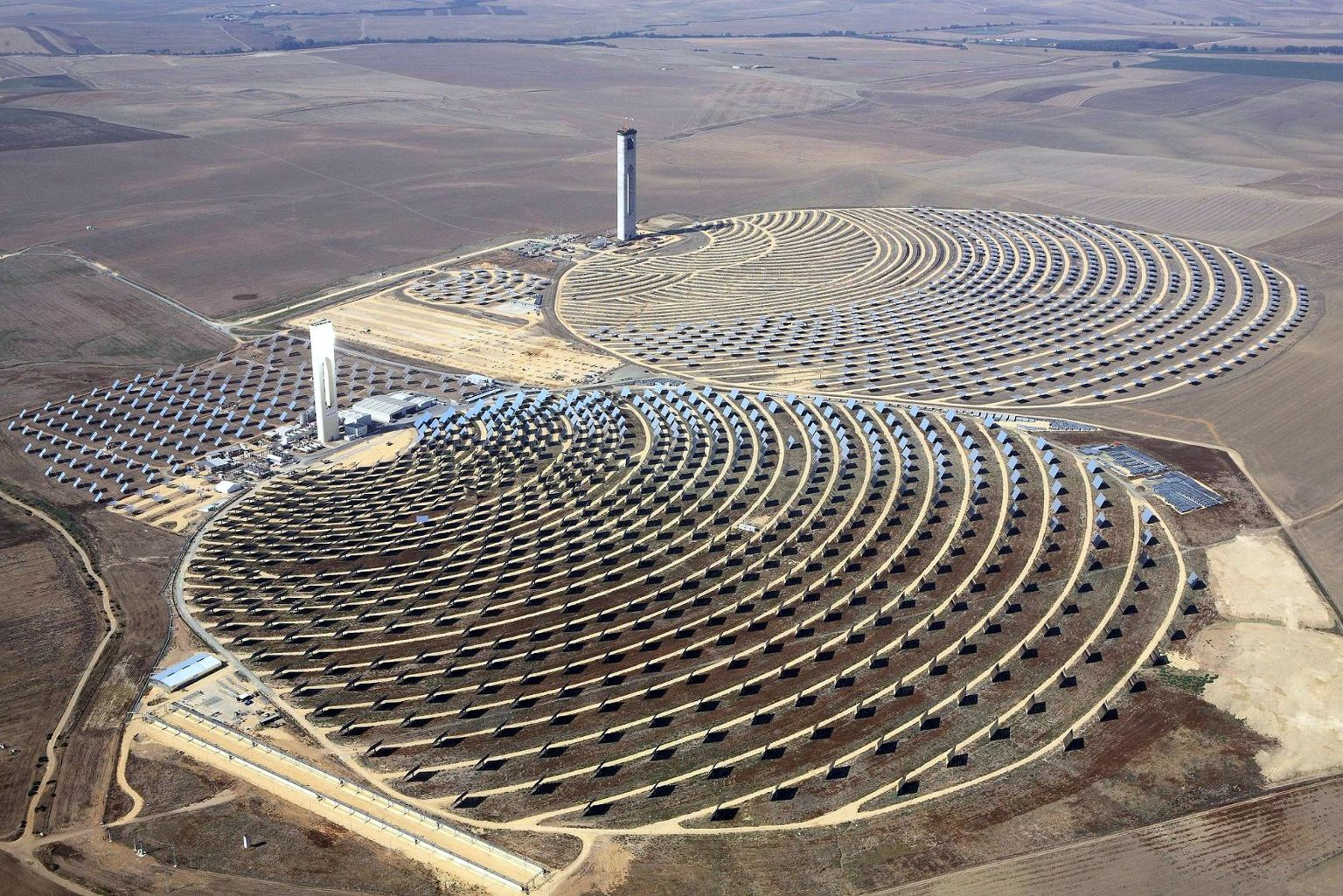
Le centrali solari Planta Solar 10 e Planta Solar 20 nei pressi di Siviglia (Spagna).

Alcune fonti energetiche alternative sono rappresentate da:
- energia nucleare
- energia idroelettrica
- energia geotermica
- energia ricavata dalla biomassa (agroenergie e scarti animali) e biogas (anche biodiesel, vedi olio di colza)
- energia marina (quale l'energia del moto ondoso e delle maree)
- energia eolica
- energia solare (sia attraverso centrali solari termiche che fotovoltaiche)
- energia prodotta dalla dissociazione molecolare